# Железная корона

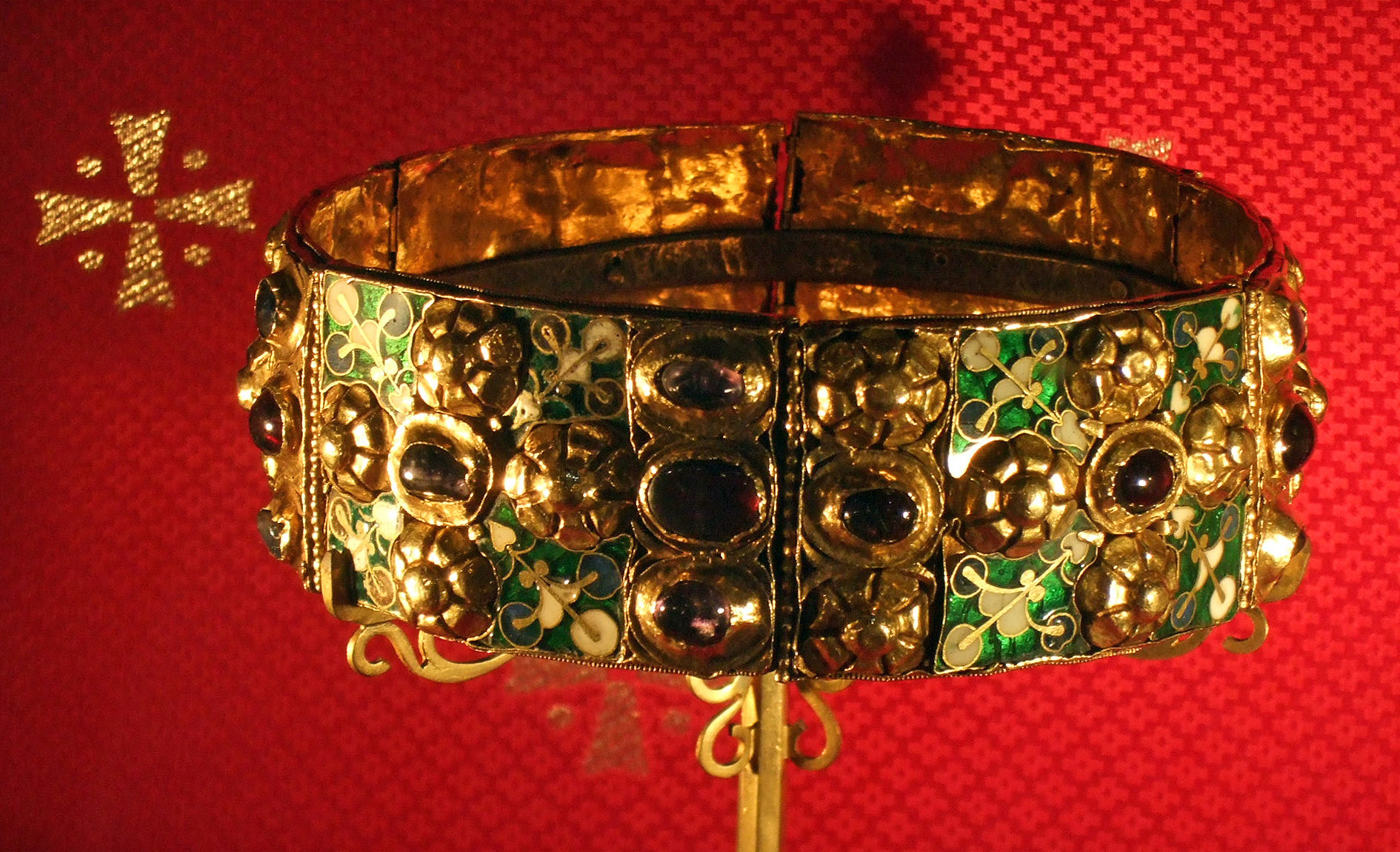
Железная корона

Геральдическое изображение Железной короны

Железная корона — корона Лангобардского королевства (существовало в 568—774 годах), представляющая собой золотой венец, украшенный драгоценными камнями и эмалью. С внутренней стороны венца помещается более узкий серебряный (а не железный) обруч, который, согласно легенде, был выкован из одного из гвоздей Креста Господня. Традиционно считается старейшей из сохранившихся монархических корон Европы.

## Описание
Корона представляет собой золотой венец без зубьев, состоящий из шести сегментов, соединенных между собой петлями. Каждый сегмент покрыт цветочным орнаментом с использованием белой, зеленой и синей эмали, а также драгоценных камней без огранки (кабошоны). Всего в короне 26 золотых розеток, семь сапфиров, семь гранатов и четыре аметиста, еще четыре «камня» представляют собой окрашенное стекло. (Использование цветного стекла в качестве замены драгоценным камням часто встречается в ювелирном искусстве варварских королевств).
Венец имеет слегка неправильную форму, его диаметр варьирует от 16,5 до 17,2 см, что относительно мало для короны. (Средний размер корон, диадем и царских шапок чаще всего составляет около 20 см в диаметре). В связи с этим предполагается, что Железная корона могла быть вотивной, то есть не надевалась на голову, а подвешивалась к потолку в церкви (как вестготские раннесредневековые короны, в том числе корона Реккесвинта). Также высказывается предположение, что изначально сегментов было не шесть, а восемь, но два были утрачены.
Узкий обруч внутри короны служит для укрепления ее составных элементов. Долгое время он считался железным, благодаря чему корона и получила свое название. Лишь в XIX веке было установлено, что обруч сделан из серебра.

## История

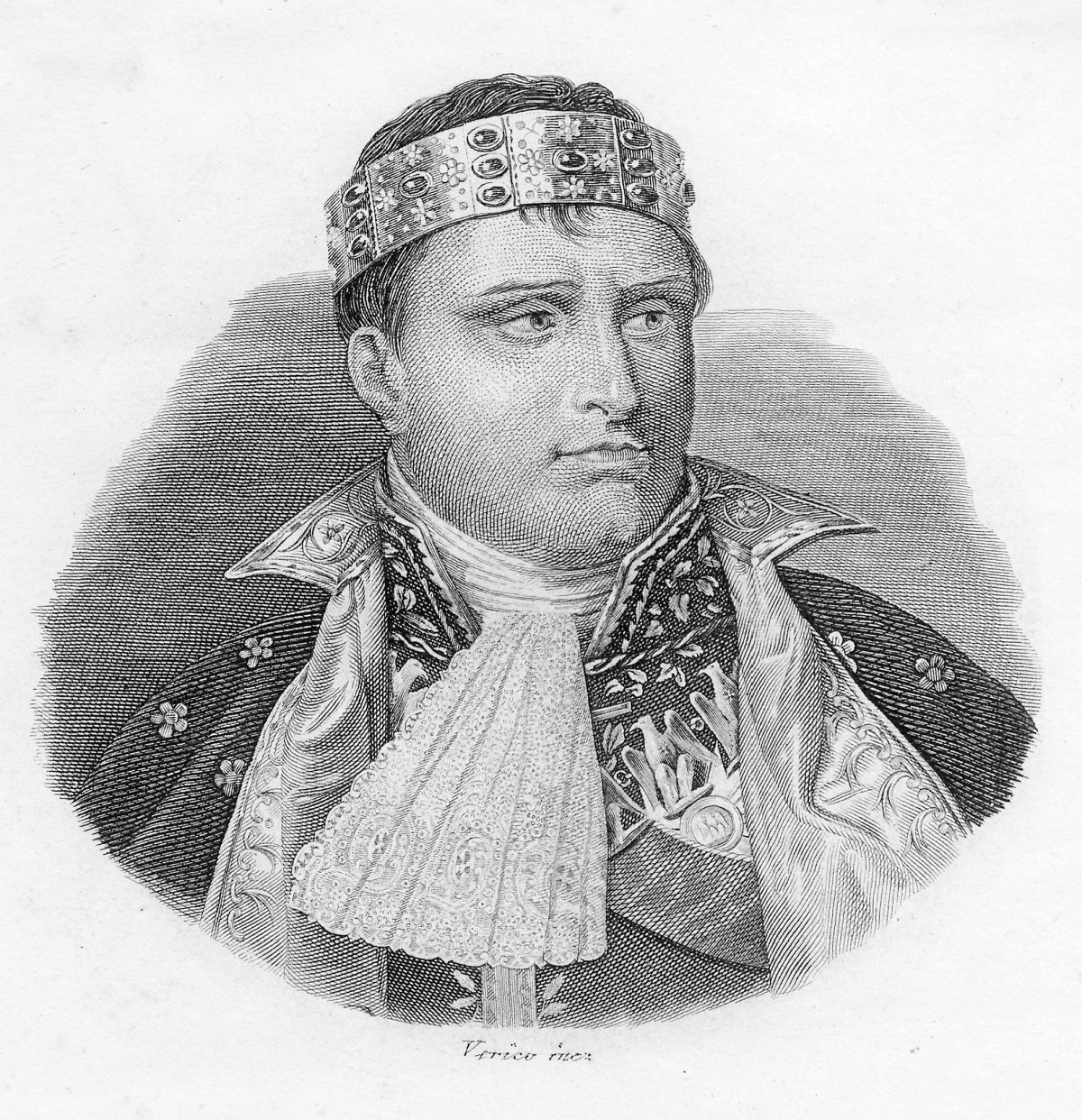
Наполеон в «железной короне»

Точное место и время изготовления короны доподлинно неизвестно. По одной из основных версий, она была создана в Лангобардском королевстве (Италия) в Раннее Средневековье, но доказательств этому нет. Высказываются предположения о римском или византийском происхождении реликвии, однако стиль, в котором выполнена корона, уникален и не имеет аналогов ни в позднеримском, ни в византийском ювелирном искусстве. Вероятно, легенды о связи короны с одной из могущественных империй появились еще в Средние века и должны были дополнительно увеличить ценность реликвии и престиж ее владельцев. 
По преданию, восходящему не далее времён Карла Великого, железная основа короны представляла собой первоначально гвоздь от креста Спасителя, подаренный папой Григорием Великим лангобардской принцессе Теоделинде, которая велела изготовить из него корону для коронования своего супруга Агилульфа (593).
С той поры корона была отдана на хранение в собор Иоанна Крестителя в Монце, близ Милана, где находится и по настоящее время. После самостоятельных лангобардских королей ею короновались большая часть германских императоров, от Карла Великого до Карла V.
В 1805 году, после образования Итальянского королевства, Железной короной короновался Наполеон I, а в 1838 году, в качестве короля Ломбардо-Венецианского, — австрийский император Фердинанд I.